# کوشی ۱۶۲۴۹
سیارک ۱۶۲۴۹ (به انگلیسی: 16249 Cauchy، نامگذاری:2000HT14) شانزده هزار و دویست و چهل و نهمین سیارک کشف شده‌است که در ۲۹ آوریل ۲۰۰۰ کشف شد.
قدر مطلق سیارک برابر ۱۴٫۸۰ است.